# بوبان ماريانوفيتش
بوبان ماريانوفيتش (بالصربية: Бобан Марјановић) مواليد 15 أغسطس 1988 في زاييتشار، جمهورية صربيا الاشتراكية، هو لاعب كرة سلة صربي بدأ مسيرته الاحترافية في سنة 2006 يلعب مع فريق سان أنطونيو سبرز في الرابطة الوطنية لكرة السلة كلاعب وسط ويحمل الرقم 40. يبلغ طوله 7 قدم 3 بوصة (2.2 م). فاز بكأس العالم للشباب تحت 19سنة لكرة السلة 2007.

## فرق لعب لها
- نادي سسكا موسكو لكرة السلة
- نيجني نوفغورود
- سان أنطونيو سبرز

## إحصائيات المسيرة
|  | تصدر الدوري |

### الرابطة الوطنية لكرة السلة

#### الموسم الاعتيادي
| السنة   | الفريق           | لعب | بدأ | دقيقة | ميداني% | ثلاثية | حرة  | ارتداد | صنع | استلاب | تصدي | نقطة |
| ------- | ---------------- | --- | --- | ----- | ------- | ------ | ---- | ------ | --- | ------ | ---- | ---- |
| 2015–16 | سان أنطونيو سبرز | 54  | 4   | 9.4   | .603    | .000   | .763 | 3.6    | .4  | .2     | .4   | 5.5  |
| المسيرة | المسيرة          | 54  | 4   | 9.4   | .603    | .000   | .763 | 3.6    | .4  | .2     | .4   | 5.5  |

#### التصفيات
| السنة   | الفريق           | لعب | بدأ | دقيقة | ميداني% | ثلاثية | حرة  | ارتداد | صنع | استلاب | تصدي | نقطة |
| ------- | ---------------- | --- | --- | ----- | ------- | ------ | ---- | ------ | --- | ------ | ---- | ---- |
| 2016    | سان أنطونيو سبرز | 7   | 0   | 6.0   | .667    | .000   | .889 | 2.0    | .4  | .0     | .3   | 3.4  |
| المسيرة | المسيرة          | 7   | 0   | 6.0   | .667    | .000   | .889 | 2.0    | .4  | .0     | .3   | 3.4  |

## روابط خارجية
- بوبان ماريانوفيتش على موقع IMDb (الإنجليزية)
- بوبان ماريانوفيتش على موقع الاتحاد الدولي لكرة السلة (الإنجليزية)
- بوبان ماريانوفيتش على موقع الدوري الأوروبي لكرة السلة (الإنجليزية)
- بوبان ماريانوفيتش على موقع إن بي أي (الإنجليزية)
- بوبان ماريانوفيتش على موقع سبورتس رفرنس (الإنجليزية)
- بوبان ماريانوفيتش على موقع كرة السلة الأوروبية.كوم (الإنجليزية)
- بوبان ماريانوفيتش على موقع إي إس بي إن.كوم (الإنجليزية)
- بوبان ماريانوفيتش على موقع ريلجم (الإنجليزية)
- بوبان ماريانوفيتش على موقع بروبوليرز (الإنجليزية)
- بوبان ماريانوفيتش على موقع سبورتس رفرنس (الإنجليزية)
- بوبان ماريانوفيتش على موقع سبورتس رفرنس (الإنجليزية)